# Роза душистая
Роза душистая, или Роза чайная (лат. Rosa odorata, или Rosa × odorata) — кустарник; вид рода Шиповник семейства Розовые.
Китайское название: 香水月季 (xiāng shuǐ yuè jì).
Rosa odorata является одним из предков многих сортов роз. По современной классификации роз, сорта созданные на её основе объединены в класс Tea & Climbing Tea (Чайные розы и их клаймеры).

## Естественные разновидности
По данным The Plant List и Flora of China:
- Rosa odorata var. erubescens (Focke) T.T. Yu & T.C. Ku
syn.: Rosa gigantea f. erubescens Focke, Rosa odorata f. erubescens (Focke) Rehder & E.H. Wilson
Китайское название: 粉红香水月季 (fěn hóng xiāng shuǐ yuè jì). 
Цветки махровые, 3—6 см в диаметре. Лепестки бледно-розового цвета. Встречается на высотах от 2000 до 2500 метров над уровнем моря. Северо-запад провинции Юньнань.
- Rosa odorata var. gigantea (Collett ex Crép.) Rehder & E.H. Wilson
 syn.: Rosa duclouxii H. Lév. ex Rehder & E.H. Wilson, Rosa gigantea Collett ex Crép., Rosa macrocarpa Watt ex Crép., Rosa xanthocarpa Watt ex E. Willm.
Китайское название: 大花香水月季 (dà huā xiāng shuǐ yuè jì). 
Цветки одиночные, 8—10 см в диаметре. Лепестки белые. Кариотип: 2n = 21. Встречается на высотах от 1400 до 2700 метров над уровнем моря. Смешанные леса, кустарниковые заросли на склонах, пастбищах, по обочинам дорог. Юньнань, Мьянма, Северный Таиланд, Северный Вьетнам.
- Rosa odorata var. odorata
syn.: Rosa gechouitangensis H. Lév., Rosa indica var. fragrans Thory, Rosa odoratissima Sweet ex Lindl., Rosa oulengensis H. Lév., Rosa thea Savi, Rosa tongtchouanensis H. Lév.
Китайское название: 香水月季(原变种) xiāng shuǐ yuè jì (yuán biàn zhǒng).
Цветки махровыеили полумахровые, 5—8 см в диаметре. Лепестки белые или розоватые. Культивируется в китайских провинциях Цзянсу, Сычуань, Юньнань, Чжэцзян. Вариация искусственного происхождения.
- Rosa odorata var. pseudindica (Lindl.) Rehder
syn.: Rosa chinensis var. pseudoindica (Lindl.) E. Willm., Rosa pseudoindica Lindl.
Китайское название: 桔黄香水月季 (jú huáng xiāng shuǐ yuè jì). 
Цветки махровые, около 8 см в диаметре. Лепестки жёлтые или оранжевые. Культивируется на северо-западе провинции Юньнань. Вариация искусственного происхождения.

## Распространение
Китай (в диком виде встречается в провинции Юньнань, выращиваются в провинциях Цзянсу, Сычуань, Юньнань, Чжэцзян), Мьянма, Северный Таиланд, Северный Вьетнам.
Смешанные леса, кустарниковые заросли, по обочинам дорог, на высотах от 1400 до 2700 метров над уровнем моря.
В дикой природе находится под угрозой исчезновения.

## Ботаническое описание

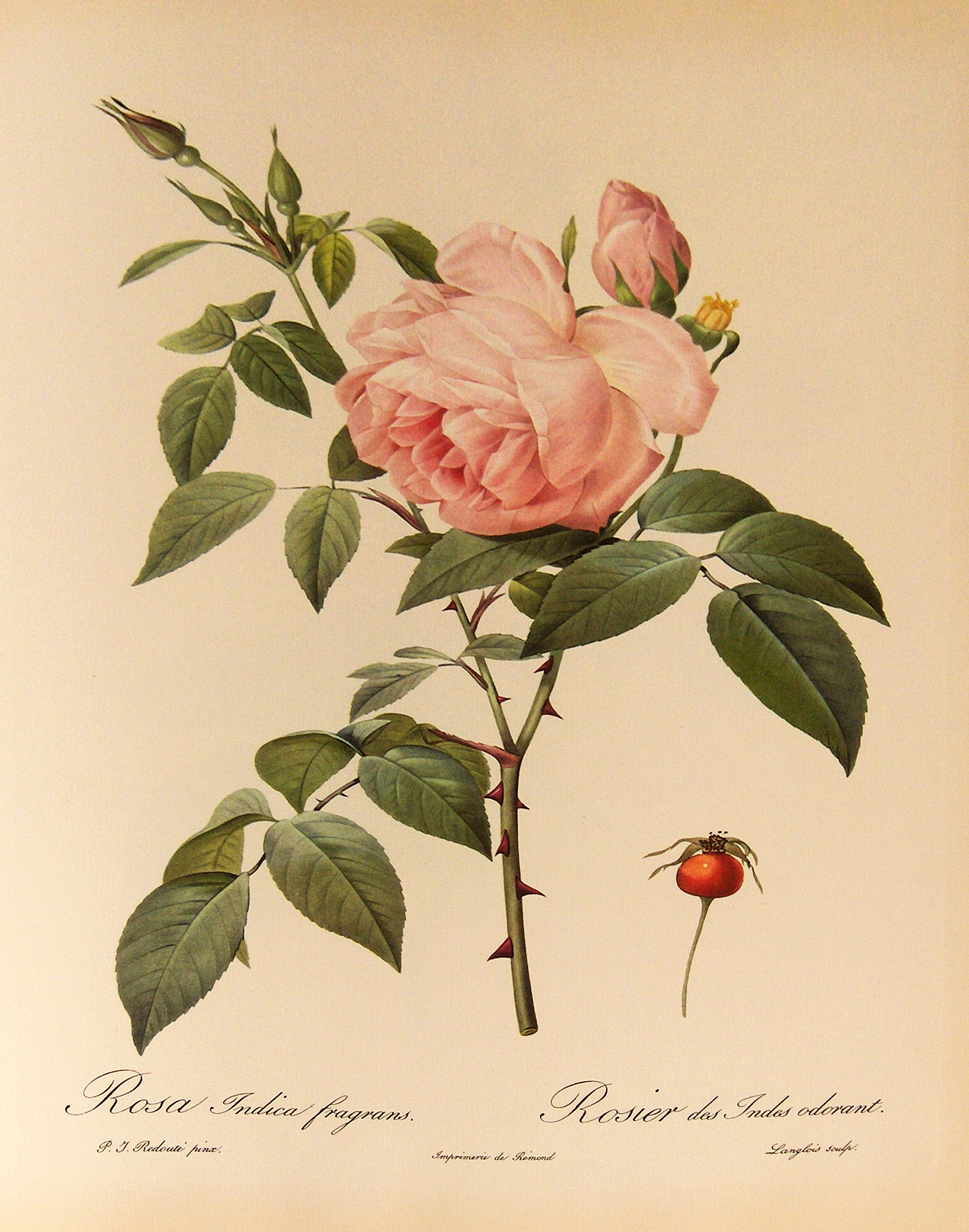
Rosa odorata var. odorata
Ботаническая иллюстрация Пьер-Жозефа Редуте

Предположительно является гибридом Rosa chinensis × Rosa gigantea. Но, по современным представлениям Rosa gigantea — синоним Rosa odorata var. gigantea (Collett ex Crép.) Rehder & E.H. Wilson.
Вечнозелёные или полу-вечнозелёные кустарники с длинными поникающими или лазающими ветвями. Колючки изогнутые, до 7 мм, толстые, плоские, постепенно сужающийся к широкому основанию.
Листья (включая черешок) 5—10 см; сложные, листочков 5—9. Листочки эллиптические, яйцевидные, или продолговато-яйцевидные, 2—7 × 1,5—3 см, кожистые, обе поверхности голые, по краю зубчатые, вершины заострённые.
Цветки простые (5 лепестков), полумахровые или махровые, одиночные или по 2—3, очень ароматные, 3—10 см в диаметре.
Цветоножки 2—3 см, голые или железисто-опушённые. Гипантий шаровидный.
Чашелистиков 5, они ланцетные, ворсистые, цельнокрайные, реже несколько перисто-лопастные, верхушки заострённые, после цветения отогнутые.
Лепестки белые или с оттенком розового, жёлтого, или оранжевого цвета, ароматные, обратнояйцевидные с клиновидным основанием, вершины выемчатые.
Плоды красные, шаровидные, редко грушевидные, голые.

## В культуре
Зоны морозостойкости: от 7b до более тёплых.
Rosa odorata завезённая в Европу и использованная в создании садовых роз может быть вымершей, так как исчезла из оборота в XIX веке. Розы поступающие в продажу под этим названием часто не соответствуют описанию вида.
Для Европы Rosa odorata открыл агент Британской Ост-Индской компании, который в 1808 году получил растения из питомника в Кантоне и отправил их в Англию сэру Абрахаму Хьюму, которые получил их в 1810 году и дал им название 'Hume’s Blush', в честь своей жены, леди Амелии Хьюм.
Чайной розе посвящена популярная песня Кая Метова на стихи В. Степанова «Роза Чайная» в исполнении Маши Распутиной и Филиппа Киркорова